# خار (جانورشناسی)
خار یا تیغ (انگلیسی: Spine) در زمینه جانورشناسی، خارها ساختارهای تشریحی سخت و سوزن‌مانندی هستند که هم در گونه‌های مهره‌داران و هم در گونه‌های بی‌مهرگان یافت می‌شوند. خار اکثر پستانداران، موهای اصلاح شده هستند، با یک مرکز اسفنجی پوشیده از یک لایه ضخیم و سخت از کراتین (پروتئین) و نوک‌تیز، گاهی خاردار.
خار به هر یک از موهای متمایز، سفت و نوک‌تیزی گفته می‌شود که بدن برخی از پستانداران مانند خارپشت را می‌پوشاند یا می‌تواند به هر یک از فرآیندهای نوک‌تیز و متحرک روی پوشش بیرونی خارپشت دریایی اشاره کند که برای حرکت و دفاع استفاده می‌شود.